# Malgasia microphthalma
Malgasia microphthalma är en insektsart som beskrevs av Lucien Chopard 1951. Malgasia microphthalma ingår i släktet Malgasia och familjen Mogoplistidae. Inga underarter finns listade i Catalogue of Life.